# Dirhinus schwarzi
Dirhinus schwarzi är en stekelart som först beskrevs av Crawford 1913.  Dirhinus schwarzi ingår i släktet Dirhinus och familjen bredlårsteklar. Inga underarter finns listade i Catalogue of Life.